# The Wacky Molestation Adventure
The Wacky Molestation Adventure is de 64e aflevering van de animatieserie South Park, en werd voor het eerst uitgezonden op 13 december 2000. De aflevering lijkt geïnspireerd door het verhaal Children of the Corn van Stephen King, de roman Lord of the Flies van William Golding, en (al dan niet) verzonnen aantijgingen van seksueel misbruik en de daarmee gepaard gaande heksenjachten tegen vermeende pedoseksuelen.

## Het verhaal
Cartman heeft 4 tickets voor een concert van de Raging Pussies, en vraagt Kyle, Stan en Kenny of ze mee willen. Dat willen ze wel, maar Kyle mag niet mee van zijn ouders, tenzij hij de garage opruimt, de tuin sneeuwvrij maakt, en de democratie naar Cuba brengt. Dit doet Kyle allemaal, maar zijn ouders willen hem nog steeds niet laten gaan omdat de opdrachten geacht waren onmogelijk te zijn. Kyle schreeuwt tegen zijn ouders dat hij wenst dat hij geen familie heeft, en verlaat het huis.
Cartman weet wel een manier om van alle volwassenen af te komen. Hij raadt Kyle aan zijn ouders te beschuldigen van seksueel misbruik, zodat de politie ze komt arresteren. Op deze manier heeft hij al heel wat ex-vriendjes van zijn moeder weggekregen. Kyle doet dit en zijn ouders worden inderdaad gearresteerd. Kyle en Ike worden achtergelaten in de veronderstelling dat hun oma (die in feite al overleden is) wel voor ze zal zorgen. De vrienden gaan naar het concert en Kyle geeft een feest thuis. Die vrijheid willen alle andere kinderen ook wel, dus al snel worden alle ouders beschuldigd van seksueel misbruik en gearresteerd. Ook Shelly wordt beschuldigd door Stan en gearresteerd, terwijl de volwassenen die niet gearresteerd zijn de stad verlaten. South Park behoort nu aan de kinderen. 
De ouders worden blootgesteld aan politiegeweld en aan psychologische sessies waarin hen wordt voorgehouden dat ze eerst hun ziekelijke seksuele neigingen en daden moeten erkennen voor ze kunnen hervormen.
Later krijgt een echtpaar, Mark en Linda Cotner, autopech en zoekt iemand die hen kan helpen. Ze bereiken South Park, maar het plaatsnaambord is overgeschilderd met de woorden Smiley Town. In de garage ontmoeten ze Butters, maar die kan hen niet helpen, dus willen ze bellen. De dichtstbijzijnde telefoon staat echter in Treasure Cove, waar het niet veilig is. Mark en Linda proberen toch de telefoon te bereiken, maar worden in Treasure Cove aangevallen door een horde kleuters. Het blijkt dat South Park verdeeld is door een demarcatielijn tussen Smiley Town en Treasure Cove. Mark en Linda weten die lijn maar net te halen.
Cartman, de burgemeester, vraagt het echtpaar om een boek te stelen uit Treasure Cove. Met dit boek kan hij hen dwingen een offer te brengen aan een godheid, de Provider. Zo niet, dan moet iemand uit Smiley Town geofferd worden. Mark en Linda laten zich ompraten en gaan terug naar Treasure Cove. Onderweg zien ze het lijk van de aan de Provider geofferde Kenny. Ze worden echter aangevallen en gevangengenomen zodra ze het boek proberen te stelen. 
In Treasure Cove blijkt Stan het voor het zeggen te hebben. Hij vraagt Mark en Linda waarom ze die vetzak helpen. Mark en Linda zeggen dat ze alleen willen bellen, en Stan belooft hen naar een telefoon te brengen als ze hem helpen. Hij vertelt hen over "lang geleden" toen er nog geen Smiley Town en Treasure Cove was, over de Provider (een standbeeld van John Elway), en hoe de volwassenen zijn verdwenen dankzij het "M-woord". Stan legt verder uit dat zijn wilde maar menslievende stam in oorlog is met Cartmans beschaafde maar tirannieke stam.
Cartman probeert het boek alsnog te krijgen door Linda te ontvoeren, maar op het moment dat de Provider zijn offer moet krijgen heeft Treasure Cove het boek en moet Smiley Town dus een offer geven. Cartman wijst Butters als offer aan. Wanneer Mark en Linda tussenbeide proberen te komen dreigt Cartman te zeggen dat Mark en Linda hen seksueel misbruiken. Mark beseft dat het "M-woord" staat voor molestation (seksueel misbruik), en legt de kinderen uit dat ze hun ouders nodig hebben, en dat de ouders hun "providers" zijn. Dit leidt ertoe dat de kinderen zich dingen gaan herinneren, en het blijkt dat de volwassenen nog maar 10 dagen weg zijn. Dit was echter genoeg om South Park te laten verzinken in anarchie. De kinderen willen hun ouders terug, Mark krijgt zijn telefoontje, en alle aantijgingen worden ingetrokken.
Mark zegt dat hij misschien wel kinderen wil, maar Linda besluit zich direct te laten steriliseren. De ouders keren terug maar zijn volledig gehersenspoeld door de politie en denken dat ze hun kinderen daadwerkelijk hebben misbruikt. Ze verontschuldigen zich tegen hun verbaasde kinderen, en Stan, Kyle en Cartman, verbaasd maar blij dat het probleem zichzelf heeft opgelost, gaan een iglo bouwen.

## Trivia
- Het Nederlandse molesteren en het Engelse molestation zijn valse vrienden. Molesteren betekent iets kapotmaken of iemand in elkaar slaan, terwijl de Engelse term molestation verwijst naar seksueel misbruik. Oorspronkelijk betekent het woord 'storen' of 'lastigvallen', en het wordt in het Engels ook soms nog wel in die betekenis gebruikt.
- De arrestatie en uiteindelijk onterechte bekentenissen van de ouders, doen denken aan de heksenjachten en onterechte veroordelingen tegen vermeende kindermisbruikers in verschillende landen (in Nederland o.a. in de Bolderkar-affaire).

## Kenny's dood
Kenny werd geofferd door de Provider.